# Ivan Nikolayevich Essen
Ivan Nikolaevich Essen (sinh ngày 30 tháng 9 năm 1759 mất ngày 20 tháng 7 năm 1813), là một trung tướng của Đế quốc Nga. Ông tham gia giai đoạn đầu cuộc chiến tranh Vệ quốc.